# Droperidol
Droperidol (Inapsine, Droleptan, Dridol, Xomolix; ou Innovar, combinado com fentanil) é uma droga antidopaminérgica usada como um antiemético e antipsicótico. Droperidol é também frequentemente usado para neuroleptoanalgesia e sedação em tratamento intensivo.